# Egon Rasmussen
Egon Rasmussen (9. august 1931 i Århus–23. juni 2003 i Gråsten) var forstander på Jaruplund Højskole i Sydslesvig. Han var også kendt som musikanmelder og kulturkritiker for avisen, og han huskes som en formidabel formidler af musik, litteratur og kultur.
Efter bestået lærereksamen i 1961 fra Marselisborg Seminarium var Egon Rasmussen ansat i Felsted ved Aabenraa, i 6 år på Ågård Ungdomsskole / Efterskole ved Egtved og på Kværs Skole i nærheden af Gråsten. 40 år gammel blev han ansat ved Duborg-Skolen i Flensborg i 1971 som »gymnasieoverlærer« (dvs. lærer i de klasser, der efter tysk skoleordning er gymnasieklasser fra 7. skoleår af, men som ikke er gymnasieklasser efter dansk skoleordning, for dér underviser akademisk uddannede lærere).
Samtidig med sin ansættelse på Duborg-Skolen havde Egon Rasmussen også timer på den nærliggende Jaruplund Højskole, og da Karl Andresen gik af som forstander, efterfulgte Egon Rasmussen ham fra 1. september 1979 og 15 år frem til sin pensionering som 63-årig i 1994.
I mere end 30 år var Egon Rasmussen aktiv som skribent og anmelder for Flensborg Avis, især inden for klassisk musik, historie og litteratur.
Igennem en årrække var Egon Rasmussen formand for »Cathrinesmindes Venner«, støtteforeningen for Cathrinesminde Teglværksmuseum. Dette er imidlertid blot én ud af mange udadvendte aktiviteter.
Han var gift flere gange, bl.a. med en datter af Niels Bøgh-Andersen, og han fik fire sønner.